# Jarrie
Jarrie este o comună în departamentul Isère din sud-estul Franței. În 2009 avea o populație de 3.812 de locuitori.

## Evoluția populației
| An        | 1975  | 1982  | 1990  | 1999  | 2006  | 2009  |
| --------- | ----- | ----- | ----- | ----- | ----- | ----- |
| Populație | 2.009 | 2.807 | 3.809 | 4.009 | 3.864 | 3.812 |